# 臺中市立啟明學校
臺中市立啟明學校（英語：Taichung Minicipal Taichung Special Education School for The Visually impaired），簡稱中明，是位於臺灣臺中市后里區一所專收視覺障礙生的公立特殊教育學校，1968年獨立創校。

## 校史

### 創校前歷史
- 1891年（光緒17年），英國長老教會牧師甘為霖（Rev. William Campbell）租洪公祠成立「訓瞽堂」（一說為1889年於台南長老教會設立「訓盲院」）教以馬太福音、教理問答、點字初學書、算術、手藝等，以改善盲人的生活，成為臺灣第一所實施盲人點字教育之始。
- 1897年日治時期，各地武裝抗日活動頻傳，遂停辦。
- 1900年（明治33年），「臺南慈惠院附設盲人教育部」接辦了甘牧師的訓瞽堂，將學校移至台南岳帝廟（文昌祀）內，分為普通科與技藝科，技藝科主要教以日本按摩術。
- 1915年（大正4年），第六任台灣總督府安東貞美為慶祝大正天皇登基大典，撥款撥地予台南救濟院（今私立台南仁愛之家）在台南壽町建盲啞學校。9月16日改稱「私立台南盲啞學校」，增設啞生部，是盲啞合校的開始。
- 1922年，臺南州政府接辦後改為「台南州立盲啞學校」，並根據《台灣公立盲啞學校規則》將盲生部與啞生部，都分為普通科、技藝科與專修科，盲生部之技藝科與專修科設「鍼按」分科。
- 1946年二戰結束後隔年，更名「臺灣省立臺南盲啞學校」，將學制改為小學部六年、初中部三年、高職部三年及成人班兩年。
- 1956年，設立臺灣省立臺南盲啞學校豐原分部，派教師馬新貞為分部主任，當時只設立啞科小學部。
- 1960年，奉臺灣省政府教育廳令准予獨立設校，定名為「臺灣省立豐原盲啞學校」，增設盲科小學部同時招收盲、啞學生。
- 1962年，改稱「臺灣省立豐原盲聾學校」。
- 1966年，增設盲科初職部。

### 后里建校
- 1967年8月，由馮家駿擔任臺中啟明籌備主任，籌備成立「臺灣省立臺中啟明學校」。
- 1968年3月，於臺中縣立后里農校（今臺中市立后綜高級中學）實習園地建「臺灣省立臺中啟明學校」。8月臺灣省實施盲聾分校政策，將省立豐原盲聾學校教育人員分設為「臺灣省立臺中啟聰學校」與「臺灣省立臺中啟明學校」。
- 1969年3月，將省臺台南及豐原盲聾學校之盲生集中在本校上課。
- 1973年9月，設高商補校。
- 1991年9月，設置幼稚部。
- 1992年9月，設置教學資源中心。
- 1994年9月，設置國小、國中部多重障礙班。
- 2000年2月1日，因精省而管理機關改為教育部，改制「國立臺中啟明學校」。
- 2015年，停辦幼兒園部。
- 2017年1月1日，管理機關改為臺中市政府教育局而改制為「臺中市立啟明學校」。

## 歷任校長

### 創校前歷史
清朝
- 甘為霖：1891年－1897年

日治時期
- 平岩繁治：1916年－1919年12月
- 金谷末松：1921年4月－1923年11月
- 田淵峻：1924年8月－1927年1月
- 石川誠一：1927年7月－1936年7月
- 濱崎勝：1939年4月－1945年12月

民國時期
- 吳元參：1946年6月1日－1950年5月
- 白今愚：1950年5月－1964年1月
- 金傳書：1960年8月1日－1964年7月9日
- 呂漢奎：1964年7月9日－1967年9月6日

### 建校後
1. 馮家駿：1967年9月6日－1969年11月
2. 陳昔榮：1969年11月－1989年1月
3. 張自強：1989年2月1日－1995年8月1日（原臺中啟聰學校主任，後調任豐原高中校長）
4. 洪昭義：1995年8月2日－1998年2月1日（原南投縣立草屯國中校長，後調任臺中啟聰學校校長）
5. 林文雄：1998年2月1日－2002年1月31日（原臺中啟聰學校校長）
6. 張自強：2002年2月1日－2006年2月1日（回任）
7. 利志明：2006年2月1日－2010年7月31日（原國立臺東大學附屬體育高級中學校長，後調任大湖農工校長）
8. 汪成琳：2010年8月1日－2014年7月31日
9. 羅瑞宏：2014年8月1日－2018年7月31日
10. 廖連喜：2018年8月1日－2024年7月31日
11. 王敬儒：2024年8月1日－現任

## 學部
- 高職部：保健按摩服務科、綜合職能科（自108學年度起）
- 國中部（三班）
- 國小部（二班）
- 幼兒部（一班）
- 附設進修學校（2017年8月起已停招）

## 外部連結
- 市立臺中啟明學校 （页面存档备份，存于）